# Гума (уезд)
Уезд Гума́ (уйг. گۇما ناھىيىسى‎) или Уезд Пиша́нь (кит. упр. 皮山县, пиньинь Píshān xiàn) — уезд в округе Хотан Синьцзян-Уйгурского автономного района КНР. Власти уезда размещаются в посёлке Гума.

## История
В древности в этих местах находилось государство Пишань (кит. трад. 皮山國, упр. 皮山国, пиньинь píshānguó, палл. Пишань го) с центром в одноимённом городе. Путь до Чанъани занимал 10 050 ли. Население: 500 семей, 3 500 человек, из них 500 воинов. Китайская администрация состояла из 5 чиновников и переводчика.
В 1884 году эти земли вошли в состав уезда Ечэн, подчинённого Яркендскому региону. В 1902 году был создан уезд Пишань. В 1920 году уезд был передан из подчинения Яркендскому региону в подчинение Хотанскому региону, который в 1928 году был преобразован в Административный район Хотан, в 1950 — в Специальный район Хотан, а с 1977 года стал Округом Хотан.

## Административное деление
Уезд Пишань делится на 4 посёлка, 10 волостей и 2 национальные волости.